# Iván Cambar
Cambar  Rodríguez est un nom espagnol. Le premier nom de famille, en général paternel, est Cambar ; le second, en général maternel, souvent omis, est Rodríguez.
Iván Cambar Rodríguez est un haltérophile cubain né le 29 décembre 1983 dans la province de Granma.
En 2012, il obtient la médaille de bronze aux Jeux de Londres dans la catégorie des moins de 77 kg, avec un total de 349 kg.

## Palmarès
Résultats dans les grandes compétitions internationales, depuis sa première participation aux championnats du monde en 2006.

### Jeux olympiques
Deux participations.
- Jeux olympiques de 2008 à Pékin
  - Sixième en moins de 77 kg.
- Jeux olympiques de 2012 à Londres
  -  Médaille de bronze en moins de 77 kg.

### Championnats du monde
Quatre participations.
- Championnats du monde d'haltérophilie 2006 à Saint-Domingue
  - Septième en moins de 77 kg[2].
- Championnats du monde d'haltérophilie 2007 à Chiang Mai
  - Douzième en moins de 77 kg[3].
- Championnats du monde d'haltérophilie 2009 à Goyang
  - Cinquième en moins de 77 kg.
- Championnats du monde d'haltérophilie 2011 à Disneyland Paris
  - Non classé en moins de 77 kg.

| Deux participations. - Jeux panaméricains de 2007 à Rio de Janeiro - Médaille d'or en moins de 77 kg. - Jeux panaméricains de 2011 à Guadalajara - Médaille d'or en moins de 77 kg. Une participation. - Jeux d'Amérique centrale et des Caraïbes de 2006 à Carthagène des Indes - Médaille d'argent en moins de 77 kg. | Quatre participations depuis 2008. - Championnats panaméricains de 2008 à Callao - Médaille d'argent en moins de 77 kg. - Championnats panaméricains de 2009 - Médaille d'or en moins de 77 kg. - Championnats panaméricains de 2010 à Ciudad de Guatemala - Médaille de bronze en moins de 77 kg. - Championnats panaméricains de 2012 - Médaille de bronze en moins de 77 kg. |